# ジョン・タヴァーナー

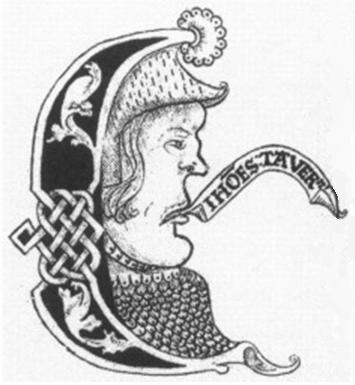
ジョン・タヴァーナー

ジョン・タヴァナー（タヴァーナー、タバナー）（John Taverner, 1490年頃 - 1545年10月18日）はルネサンス音楽のイングランドの作曲家。存命中は当時の人々から最も高く尊敬されたイギリス人作曲家である。
リンカンシャー南部の出身。1520年代初頭にタターシャルTattershallの教会に雇われ、1526年にオックスフォード大学カーディナルズ・カレッジ（現クライスト・チャーチ）楽長に就任。1528年にルター派のスキャンダルに連座し、異端信仰の咎で短期間投獄された後、1530年に同職を辞す。その後はボストン自治区Borough of Bostonの聖ボトルフ教区教会St Botolph's Churchより聖職禄を得る。
しばしば伝えられるところによると、タヴァナーは後に音楽を棄て、エセックス伯トマス・クロムウェルの手下として、修道院解散を輔佐したというが、その真相については不明。
タヴァナー作品の多くは声楽曲であり、ミサ曲、マニフィカト、モテットが含まれる。タヴァナー作品の大半は1520年代以降にさかのぼると思われる。タヴァナーの最も有名なミサ曲は、中世イングランドの俗謡《西風 Westron Wynde 》に基づく《ミサ曲「西風」 The Western Wynde 》であろう（ちなみにジョン・シェパードやクリストファー・タイも後に同じ旋律によってパロディ・ミサを作曲している）。《ミサ曲「なんじ聖三位一体に栄光あれ」 Gloria tibi Trinitas 》のベネディクトゥス楽章は、後に多くの他の作曲家により、ガンバ・コンソート用の定旋律に転用され、「イン・ノミネ」（ラテン語で「（神の）御名において」の意味）と題される器楽曲となった。
タヴァナーの生涯は、現代音楽の作曲家ピーター・マックスウェル・デイヴィスにより、オペラの題材に用いられた。また現代音楽の作曲家ジョン・タヴナーは自らを「タヴァナーの末裔である」と称している（が真相は不明）。